# Магни, Нил
О́тнил Жа́к Мэ́гни (англ. Aoutneil Jacques Magny; род. 3 августа 1987 года, район Бруклин, Нью-Йорк, США) — американский боец смешанного стиля гаитяно-доминиканского происхождения, представитель полусредней весовой категории. Выступает на профессиональном уровне с 2010 года, известен по участию в турнирах бойцовской организации UFC, участник бойцовского реалити-шоу The Ultimate Fighter.

## Биография
Нил Мэгни родился 3 августа 1987 года в Бруклине, Нью-Йорк. Учился в старшей школе в Иллинойсе, затем окончил Университет Южного Иллинойса в Эдуардсвилле, где получил степень в области криминального правосудия. Несколько лет отслужил в армии. Серьёзно увлёкся единоборствами в возрасте 17 лет, осваивал бразильское джиу-джитсу и кикбоксинг, проходил подготовку под руководством тренера Мигеля Торреса.

### Начало профессиональной карьеры
Дебютировал в смешанных единоборствах на профессиональном уровне в августе 2010 года, заставил своего соперника сдаться во втором раунде, проведя обратный узел локтя. Дрался в небольших американских промоушенах, таких как C3 Fights, Hoosier Fight Club, Combat USA и др. Первое в карьере поражение потерпел в июле 2011 года, в поединке с малоизвестным бойцом Эндрю Трейсом, в первом же раунде попался в «гильотину» и вынужден был сдаться.

### The Ultimate Fighter
Имея в послужном списке семь побед и только одно поражение, в 2012 году Мэгни попал в число участников 16 сезона популярного бойцовского реалити-шоу The Ultimate Fighter. Благополучно прошёл своего соперника Фрэнка Камачо на предварительном этапе и под четвёртым номером (общем седьмым) был выбран в команду Шейна Карвина. В предварительных боях по очкам выиграл у специалиста по БЖЖ Кэмерона Диффли, затем в четвертьфинале одолел ветерана Бристола Маруде. На стадии полуфиналов встретился с Майком Риччи и уже в первом раунде оказался в нокауте.

### Ultimate Fighting Championship
Показав себя с хорошей стороны на шоу TUF, Мэгни подписал контракт с крупнейшей бойцовской организацией мира Ultimate Fighting Championship и в феврале 2013 года успешно дебютировал здесь, выиграв единогласным решением у Джона Мэнли. Затем, однако, последовали поражения от Сержиу Мораиса и Сета Бачински.
В течение одного 2014 календарного года Мэгни успел победить сразу пятерых соперников, им были повержены Гасан Умалатов, Тим Минс, Родригу ди Лима, Алекс Гарсия и Вилиам Макариу. Это достижение стало своеобразным рекордом, за всю историю организации ранее подобного добивался только Роджер Уэрта.
В 2015 году Мэгни снова пять раз выходил драться в клетку. Победил японца Киити Кунимото и корейца Лим Хён Гю, получив в обоих случаях награду за лучшее выступление вечера. Раздельным решением взял верх над Эриком Силвой и Келвином Гастелумом — в последнем случае заработал бонус за лучший бой вечера. Тем не менее, повторить прошлогоднее достижение ему не удалось — победная серия прервалась поражением от Демиана Майи.
Продолжая выступать в UFC, в марте 2016 года Нил Мэгни техническим нокаутом выиграл у кубинца Эктора Ломбарда, причём удостоился здесь премии за лучшее выступление вечера. Затем проиграл техническим нокаутом Лорензу Ларкину и по очкам победил Джони Хендрикса.
В 2017 году его победил бывший чемпион Рафаэл дус Анжус, но далее Мэгни удалось выиграть у Карлоса Кондита.
В 2018 году взял верх над Крейгом Уайтом, но проиграл Сантьяго Понциниббио.
В 2020 году одержал три победы единогласным решением судей в поединках против Ли Цзинляна, Тони Мартина и Робби Лоулера.

## Статистика в профессиональном ММА
| Боёв 43  | Побед 30 | Поражений 13 |
| -------- | -------- | ------------ |
| Нокаутом | 9        | 4            |
| Сдачей   | 4        | 6            |
| Решением | 17       | 3            |

| Результат | Рекорд | Соперник                  | Способ                                    | Турнир                                      | Дата            | Раунд | Время | Место                     | Примечание                                               |
| --------- | ------ | ------------------------- | ----------------------------------------- | ------------------------------------------- | --------------- | ----- | ----- | ------------------------- | -------------------------------------------------------- |
| Победа    | 30-13  | Элизеу Залески дус Сантус | TKO (удары)                               | UFC on ESPN: Таира vs. Парк                 | 2 августа 2025  | 2     | 4:39  | Лас-Вегас, Невада, США    |                                                          |
| Поражение | 29-13  | Карлос Пратес             | KO (удар)                                 | UFC Fight Night: Магни vs. Пратес           | 9 ноября 2024   | 1     | 4:50  | Лас-Вегас, Невада, США    |                                                          |
| Поражение | 29-12  | Майкл Моралес             | TKO (удар локтем с разворота и добивание) | UFC on ESPN: Каннонир vs. Борралью          | 24 августа 2024 | 1     | 4:39  | Лас-Вегас, Невада, США    |                                                          |
| Победа    | 29-11  | Майк Маллот               | TKO (удары)                               | UFC 297                                     | 20 января 2024  | 3     | 4:45  | Канада, Торонто           |                                                          |
| Поражение | 28-11  | Иэн Гэрри                 | Единогласное решение                      | UFC 292                                     | 20 августа 2023 | 3     | 5:00  | Бостон, США               |                                                          |
| Победа    | 28-10  | Филип Роу                 | Раздельное решение                        | UFC on ABC: Эмметт vs. Топурия              | 24 июня 2023    | 3     | 5:00  | Джексонвиль, Флорида, США |                                                          |
| Поражение | 27-10  | Гилберт Бёрнс             | Сдача (ручной треугольник)                | UFC 283                                     | 21 января 2023  | 1     | 4:15  | Рио-де-Жанейро, Бразилия  |                                                          |
| Победа    | 27–9   | Даниэль Родригес          | Сдача (Брабо)                             | UFC Fight Night: Родригес vs. Лемус         | 5 ноября 2022   | 3     | 3:32  | Лас-Вегас, Невада, США    | «Выступление вечера» (4)                                 |
| Поражение | 26-9   | Шавкат Рахмонов           | Сдача (гильотина)                         | UFC on ESPN: Царукян vs. Гамрот             | 25 июня 2022    | 2     | 4:58  | Лас-Вегас, Невада, США    |                                                          |
| Победа    | 26-8   | Макс Гриффин              | Раздельное решение                        | UFC on ESPN: Блейдс vs. Докас               | 26 марта 2022   | 3     | 5:00  | Колумбус, США             |                                                          |
| Победа    | 25-8   | Джефф Нил                 | Единогласное решение                      | UFC on ESPN: Rodriguez vs. Waterson         | 8 мая 2021      | 3     | 5:00  | Лас-Вегас, США            |                                                          |
| Поражение | 24-8   | Майкл Кьеза               | Единогласное решение                      | UFC on ESPN: Chiesa vs. Magny               | 20 января 2021  | 5     | 5:00  | Абу-Даби, ОАЭ             |                                                          |
| Победа    | 24-7   | Робби Лоулер              | Единогласное решение                      | UFC Fight Night: Smith vs. Rakić            | 29 августа 2020 | 3     | 5:00  | Лас-Вегас, США            |                                                          |
| Победа    | 23-7   | Тони Мартин               | Единогласное решение                      | UFC 250                                     | 6 июня 2020     | 3     | 5:00  | Лас-Вегас, США            |                                                          |
| Победа    | 22-7   | Ли Цзинлян                | Единогласное решение                      | UFC 248                                     | 7 марта 2020    | 3     | 5:00  | Лас-Вегас, США            |                                                          |
| Поражение | 21-7   | Сантьяго Понциниббио      | KO (удар рукой)                           | UFC Fight Night: Magny vs. Ponzinibbio      | 17 ноября 2018  | 4     | 2:36  | Буэнос-Айрес, Аргентина   |                                                          |
| Победа    | 21-6   | Крейг Уайт                | TKO (удары)                               | UFC Fight Night: Thompson vs. Till          | 27 мая 2018     | 1     | 4:32  | Ливерпуль, Англия         |                                                          |
| Победа    | 20-6   | Карлос Кондит             | Единогласное решение                      | UFC 219                                     | 30 декабря 2017 | 3     | 5:00  | Лас-Вегас, США            |                                                          |
| Поражение | 19-6   | Рафаэл дус Анжус          | Сдача (треугольник руками)                | UFC 215                                     | 9 сентября 2017 | 1     | 3:43  | Эдмонтон, Канада          |                                                          |
| Победа    | 19-5   | Джони Хендрикс            | Единогласное решение                      | UFC 207                                     | 30 декабря 2016 | 3     | 5:00  | Лас-Вегас, США            | Бой в промежуточном весе 78,7 кг; Хендрикс не сделал вес |
| Поражение | 18-5   | Лоренз Ларкин             | TKO (удары локтями)                       | UFC 202                                     | 20 августа 2016 | 1     | 4:08  | Лас-Вегас, США            |                                                          |
| Победа    | 18-4   | Эктор Ломбард             | TKO (удары руками)                        | UFC Fight Night: Hunt vs. Mir               | 20 марта 2016   | 3     | 0:46  | Брисбен, Австралия        | «Выступление вечера» (3)                                 |
| Победа    | 17-4   | Келвин Гастелум           | Раздельное решение                        | The Ultimate Fighter Latin America 2 Finale | 21 ноября 2015  | 5     | 5:00  | Монтеррей, Мексика        | «Лучший бой вечера» (1)                                  |
| Победа    | 16-4   | Эрик Силва                | Раздельное решение                        | UFC Fight Night: Holloway vs. Oliveira      | 23 августа 2015 | 3     | 5:00  | Саскатун, Канада          |                                                          |
| Поражение | 15-4   | Демиан Майя               | Сдача (удушение сзади)                    | UFC 190                                     | 1 августа 2015  | 2     | 2:52  | Рио-де-Жанейро, Бразилия  |                                                          |
| Победа    | 15-3   | Лим Хён Гю                | TKO (удары руками)                        | UFC Fight Night: Edgar vs. Faber            | 16 мая 2015     | 2     | 1:24  | Пасай, Филиппины          | «Выступление вечера» (2)                                 |
| Победа    | 14-3   | Киити Кунимото            | Сдача (удушение сзади)                    | UFC Fight Night: Henderson vs. Thatch       | 14 февраля 2015 | 3     | 1:22  | Брумфилд, США             | «Выступление вечера» (1)                                 |
| Победа    | 13-3   | Вилиам Макариу            | TKO (удары руками)                        | UFC 179                                     | 25 октября 2014 | 3     | 2:40  | Рио-де-Жанейро, Бразилия  |                                                          |
| Победа    | 12-3   | Алекс Гарсия              | Единогласное решение                      | UFC Fight Night: Henderson vs. dos Anjos    | 23 августа 2014 | 3     | 5:00  | Талса, США                |                                                          |
| Победа    | 11-3   | Родригу ди Лима           | KO (удары руками)                         | UFC Fight Night: Te Huna vs. Marquardt      | 28 июня 2014    | 2     | 2:32  | Окленд, Новая Зеландия    |                                                          |
| Победа    | 10-3   | Тим Минс                  | Единогласное решение                      | UFC Fight Night: Brown vs. Silva            | 10 мая 2014     | 3     | 5:00  | Цинциннати, США           |                                                          |
| Победа    | 9-3    | Гасан Умалатов            | Единогласное решение                      | UFC 169                                     | 1 февраля 2014  | 3     | 5:00  | Ньюарк, США               |                                                          |
| Поражение | 8-3    | Сет Бачински              | Единогласное решение                      | UFC: Fight for the Troops 3                 | 6 ноября 2013   | 3     | 5:00  | Форт-Кэмпбелл, США        |                                                          |
| Поражение | 8-2    | Сержиу Мораис             | Сдача (треугольник)                       | UFC 163                                     | 3 августа 2013  | 1     | 3:13  | Рио-де-Жанейро, Бразилия  |                                                          |
| Победа    | 8-1    | Джон Мэнли                | Единогласное решение                      | UFC 157                                     | 23 февраля 2013 | 3     | 5:00  | Анахайм, США              |                                                          |
| Победа    | 7-1    | Дэниел Сандман            | Единогласное решение                      | Hoosier Fight Club 10                       | 11 февраля 2012 | 3     | 5:00  | Вальпараисо, США          | Бой в среднем весе.                                      |
| Поражение | 6-1    | Эндрю Трейс               | Сдача (гильотина)                         | Combat USA 30                               | 21 июля 2011    | 1     | 3:10  | Ошкош, США                | Бой в среднем весе.                                      |
| Победа    | 6-0    | Куартис Ститт             | Сдача (треугольник)                       | Combat USA 27                               | 14 мая 2011     | 2     | 0:38  | Расин, США                |                                                          |
| Победа    | 5-0    | Кевин Новачик             | Единогласное решение                      | Hoosier Fight Club 7                        | 9 апреля 2011   | 3     | 5:00  | Вальпараисо, США          |                                                          |
| Победа    | 4-0    | Дарион Терри              | TKO (удары руками)                        | Rumble Time Promotions 7                    | 19 ноября 2010  | 3     | 2:13  | Сент-Чарльз, США          |                                                          |
| Победа    | 3-0    | Лоуренс Даннинг           | TKO (удары руками)                        | Cut Throat MMA 1                            | 6 ноября 2010   | 2     | 3:09  | Хаммонд, США              |                                                          |
| Победа    | 2-0    | Нейт Пратт                | Единогласное решение                      | C3 Fights 6                                 | 22 октября 2010 | 3     | 5:00  | Ньюкёрк, США              |                                                          |
| Победа    | 1-0    | Нолан Норвуд              | Сдача (кимура)                            | C3 Fights 5                                 | 7 августа 2010  | 2     | 2:44  | Ньюкёрк, США              |                                                          |